# Asociación de Tradición Estadounidense (ATP)
Asociación de Tradición Estadounidense (ATP), anteriormente conocido como Western Tradition Partnership, es un grupo  conservador en los Estados Unidos apuntando a lo que describe como "extremismo ambiental". ATP también ha iniciado litigios dirigidos a las regulaciones de financiamiento de campañas. Mantiene una oficina en Washington D. C.
La declaración de misión de la organización es una dedicación "a la lucha contra el extremismo ambiental y la promoción del desarrollo y la gestión responsables de la tierra, el agua y los recursos naturales en el oeste de las Montañas Rocosas y en todo Estados Unidos". ATP promueve lo que describe como soluciones voluntarias y de libre mercado a los problemas ambientales como medio para proteger tanto la economía como el medio ambiente. Trabaja para lograr sus objetivos organizacionales a través del cabildeo, la educación pública y la movilización de base.
El grupo se registró por primera vez como Western Tradition Partnership como 501 (c) (4) en 2008. En 2010, el grupo escindió una organización sin fines de lucro 501 (c) (3), el Instituto de Tradición Occidental, que también operaba como el Instituto de Tradición Estadounidense. En 2013, el American Tradition Institute cambió su nombre a Energy & Environment Legal Institute, para reflejar su enfoque en el área de litigio estratégico.
En 2012, el grupo fue examinado en un documental de Frontline de PBS, "Big Sky, Big Money", que mostró que el grupo no estaba registrado en Montana como un comité político, e iluminó varios cargos contra sus actividades. Después de eso, el grupo mantuvo poca visibilidad hasta el ciclo electoral de 2014 en el estado.

## Problemas
Algunos temas destacados en los que ATP se ha involucrado incluyen:

### Monumentos nacionales
En 2010, WTP presentó una solicitud de  Freedom of Information Act en busca de documentos relacionados con el uso potencial del presidente Barack Obama de la Antiquities Act para establecer como hasta catorce nuevos monumentos nacionales, uno de los cuales puede incluir la Cuenca Vermillion en Colorado, que tiene importantes recursos minerales y de gas natural. Los representantes de Colorado por el Partido Republicano Doug Lamborn y Mike Coffman, han introducido simultáneamente legislación para evitar que se establezcan monumentos nacionales adicionales en su estado.

### Comercio de emisiones
La ATP se ha opuesto a la legislación que crea un sistema de comercio de emisiones en los Estados Unidos, refiriéndose a tales propuestas como un "restrecciones e impuesto". Una petición en línea patrocinada por ATP apoyó el "Climategate", afirmando que la Petición de Oregon fue firmada por 31.000 científicos y expresó temores de que tal un sistema conduciría a precios más altos de la energía, mayor gasto público, pérdida de puestos de trabajo y otros costos económicos.

### Regulación de energía alternativa de servicios públicos
ATP se opuso al proyecto de ley 1001 de la Cámara de Representantes de Colorado que requeriría que servicios públicos utilicen fuentes de energía alternativas. El grupo dice que la ley propuesta generaría pérdidas de empleos y facturas de servicios públicos más altas. "El estándar de energía renovable obliga a las empresas de servicios públicos a comprar servicios públicos más costosos, por lo que tienen que reducir la contratación y despedir personal, según el director ejecutivo de ATP, Ferguson. American Tradition dijo que los estándares se estaban implementando en beneficio de "especuladores verdes" conectados con empresas para aumentar los precios. La ATP inicialmente planeó revocar la ley a través de una iniciativa de votación, pero pronto se alejó de ese esfuerzo. El grupo dice que presionará para que se cambie la ley en 2011.

## Litigio

### Comisionado de Prácticas Políticas de Montana
En 2010, la Comisión de Prácticas Políticas de Montana dictaminó que ATP había violado las leyes estatales de campaña al no registrarse como un comité político e informar adecuadamente de sus donantes y gastos. La investigación de la comisión reveló que el grupo había solicitado contribuciones ilimitadas para apoyar a candidatos a favor del desarrollo en Montana y evitó revelar las contribuciones.
La opinión emitida por el comisionado Dennis Unsworth en octubre de 2010 siguió a la investigación de una denuncia realizada en 2008 por un abogado de  Great Falls, que acusó a la ATP de no divulgar adecuadamente la información financiera relacionada con sus folletos que criticaban a un senador estatal. La comisión examinó las conexiones entre ATP, un pequeño grupo de comités de acción política, candidatos a cargos públicos y discrepancias en las divulgaciones de financiamiento de campañas.
En respuesta, ATF presentó una demanda impugnando el fallo. La demanda alegó una violación del derecho constitucional federal de ATP a la libertad de expresión y un derecho constitucional estatal a la privacidad. La demanda exigía que se desestimaran todas las quejas contra ATP. El Comisionado de Prácticas Políticas de Montana, Dennis Unsworth (quien emitió el fallo impugnado), el fiscal general del estado y los fiscales en los condados de  Cascade y  Lewis y Clark fueron nombrados como acusados en la acción.
La ATP criticó a Unsworth por excederse en su autoridad al incluir nombres de organizaciones e individuos en su fallo sin presentar ninguna evidencia de irregularidades de su parte. "De hecho, la opinión del comisionado en sí misma no encuentra evidencia de coordinación", escribió ATP. "Sin embargo, la opinión arrastra los nombres de los abogados de la ATP, el Partido Republicano, numerosos candidatos políticos, personas asociadas con diferentes organizaciones y negocios legales en la mezcla y alega que sí".
John Sinrud, un exlegislador de Bozeman que trabajó con ATP en 2008, acusó a Unsworth de usar un doble rasero, diciendo que el comportamiento de ATP era legal y que varios grupos sindicales y conservacionistas muy involucrados en la política de Montana usaron tácticas similares. "El comisionado Unsworth está persiguiendo selectivamente a las organizaciones que no cumplen con sus requisitos políticos", dijo. "Debería ceñirse a los hechos y eso no es lo que está haciendo. Ha violado su juramento de no ser partidista".

### Western Tradition Partnership, Inc. contra el fiscal general de Montana
En octubre de 2010, el juez de distrito Jeffrey Sherlock dictaminó que la Ley de Prácticas Corruptas de Montana de 1912, que prohibía los gastos independientes para influir en las campañas políticas de las corporaciones, es inconstitucional. La ATP había impugnado la ley después del fallo del 21 de enero de 2010 de la Corte Suprema de los Estados Unidos a favor de Citizens United. El juez gobernante Sherlock dijo que estaba de acuerdo con el juez federal de distrito Paul Magnuson, quien anuló una prohibición similar en Minnesota. Magnuson escribió que Citizens United "es inequívoco: el gobierno no puede prohibir los gastos corporativos independientes e indirectos en el discurso político".
En Western Tradition Partnership, Inc. contra el fiscal general de Montana, 2011 MT 328, la Corte Suprema de Montana dictaminó 5-2 que las amplias protecciones otorgadas a las corporaciones en "Citizens United contra la Comisión Electoral Federal" no se aplica a las leyes de financiación de campañas de Montana. El 25 de junio, la Corte Suprema de Estados Unidos revocó sumariamente el fallo de la Corte Suprema de Montana.

### Longmont
En 2009, ATP demandó a la ciudad de Longmont, Colorado, buscando evitar la aplicación de la Ley de Prácticas de Campaña Justa de Longmont (LFCPA). En octubre de 2009 se otorgó una orden judicial por la que se suspendía la aplicación de las regulaciones, luego de que el juez de distrito Walker Miller sostuviera que la ATP y sus co-demandantes probablemente prevalecerían. La LFCPA fue revisada en 2009 después de una elección especial de 2008 en la que un miembro del consejo de la ciudad recibió una contribución de $ 5,000 de la Asociación de Agentes Inmobiliarios de Longmont. Los cambios de 2009 ordenaron que las identidades de los contribuyentes, los montos de las contribuciones y otra información se divulguen en los anuncios de la campaña.

## Financiamiento
En Western Tradition Partnership, Inc. v. fiscal general de Montana, la Corte Suprema de Montana concluyó que el propósito principal de la organización es permitir que los donantes realicen contribuciones ilimitadas en completo secreto, aunque la Oficina de Prácticas Políticas admitió que no tenían evidencia para respaldar esa afirmación. Durante el caso, Western Tradition Partnership se negó a proporcionar información al tribunal sobre sus organizaciones, financiación, actividades o intención, citando su estado 501 (c) 4 según la ley fiscal federal. El tribunal concluyó que el grupo representa "una amenaza para el mercado político" y ha operado sin tener en cuenta las leyes de Montana. Ese fallo fue anulado por la Corte Suprema de Estados Unidos.
Donald "Donny" Ferguson, ex director ejecutivo de ATP y gerente de su oficina en Washington D. C. dimitió el 3 de enero de 2013, ya que seguía sufriendo fallos adversos en los tribunales de Montana por presuntas infracciones al financiamiento de campañas. Ferguson luego se convirtió en el miembro del personal del Congreso y luego en el portavoz de la campaña del Senado de los Estados Unidos para el representante de TEXAS Steve Stockman.

## Documentos robados
En 2011, los documentos supuestamente encontrados en un automóvil robado y luego descubiertos en una casa de metanfetamina en Colorado revelaron el funcionamiento interno de WTP / ATP, incluida una posible coordinación ilegal con candidatos republicanos. La organización se puso en contacto con la Oficina Federal de Investigaciones (FBI después de que los demócratas de Colorado "traficaron los materiales a través de las fronteras estatales a personas designadas por el estado demócrata" en Montana. La Comisión de Prácticas Políticas de Montana mantiene el acceso a los documentos como "públicos y revisables a pedido".